# روبرت باتينسون
روبرت باتينسون (بالإنجليزية: Robert Pattinson)‏ (13 مايو 1986 -)، ممثل إنجليزي، اشتهر عالمياً عندما شارك في بطولة سلسلة أفلام الشفق، وشارك في العديد من الأفلام مثل قمر جديد و‌ماء للفيلة. الذي حاز ب41 جائزة وترشح ب27 جائزة أخرى.

## نشأته
ولد روبرت باتينسون في لندن في إنجلترا، والده ريتشارد يعمل في مجال بيع السيارات أمه كارلا عارضة أزياء لديه شقيقتان تكبرانه فكتوريا وليزي التي لديها توجهات فنية في مجال الغناء بدأ عمله في العمل المسرحى حتى نال خبرات ومواهب كثيرة , بدأ يتجه إلى التمثيل حيث نال انتباه من عمله المسرحى، وكانت بدايته في مسرحية Tess of the d'Urbervilles ومن ثم بدأ يبحث عن أعمال احترافية أكثر فقام أيضاً بدور ماكبث ، وفي نفس الوقت إتجه إلى الإعلانات.

## السيرة المهنية
كانت بدايته في أفلام تلفزيونية أولها فيلم Ring of the Nibelungs عام 2004، ثم شارك في الفيلم التلفزيوني Vanity Fair من إنتاج نفس العام، وعلى الرغم من أن مشاهده قد حذفت من النسخة التي عرضت على التلفزيون إلا إنها كانت موجودة في نسخة الدى في دى.
في نهاية عام 2005 كان له دوره المميز في سلسلة أفلام هارى بوتر وكان دوره في فيلم هاري بوتر وكأس النار في شخصية سيدريك ديجوري ومن بعد هذا الفيلم أطلق عليه اسم «نجم الغد البريطانى».
ظهر روبرت في إعلان تلفزيونى لمحلات هاكيت (بالإنجليزية: Hackett)‏ للملابس، وكان الإعلان مجموعة الملابس الخريفية الجديدة لعام 2007، ومن ثم كان له دور البطولة في فيلم قليل من الرماد Little Ashes في شخصية سلفادور دالى، وأيضاً الفيلم القصير البيت الصيفى Summerhouse.
اشتهر عالميا عندما قام بدور البطولة في سلسلة أفلام الشفق والفيلمين الصادرين منها الغسق، قمر جديد وهو يقوم بدور إدوارد كولن. الأفلام قائمة على أساس قصص تحمل نفس الاسم الغسق في عام 2008 وقمر جديد في عام 2009و الكسوف في عام 2010 وفيلم الكسر في عام 2011.

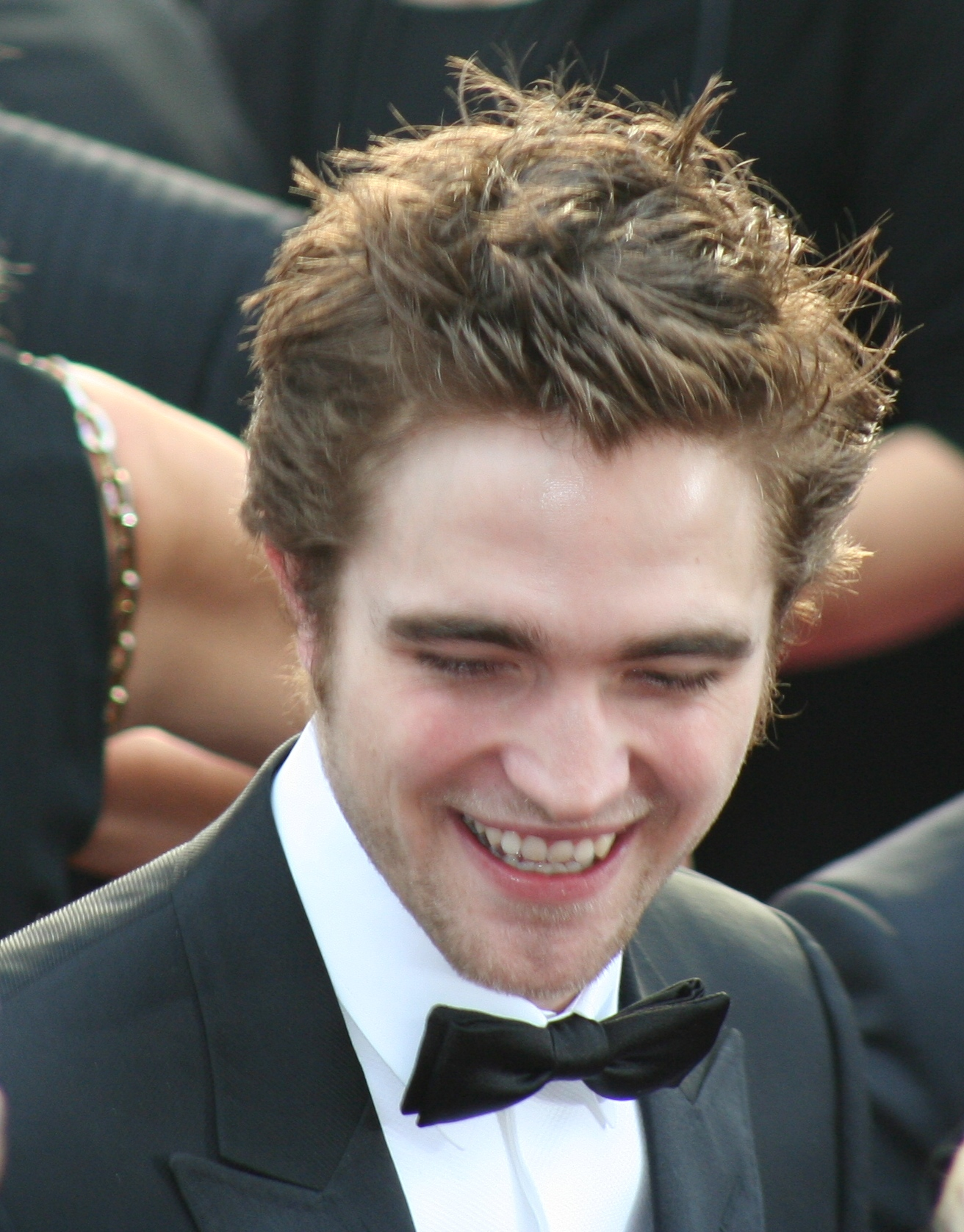
روبرت باتينسون سنة 2009

## حياته الشخصية
سابقا كان على علاقة مع كريستين ستيوارت التي مثلت معه سلسلة أفلام الشفق وقد انتشرت عنهما الشائعات في 2010 . وقد انفصلا عن بعض في 2012. اما الآن هو علي علاقة مع الممثلة البريطانية فيكا تويجز. روبرت لديه مواهب أخرى فنية في مجال الغناء والعزف على البيانو والغيتار وكانت له مشاركة غنائية في فيلم الشفق باغنيتين (Let Me Sing) و(Never Think) [بحاجة لمصدر].

## الأعمال

### أفلام
| السنة           | العنوان                           | الدور                           | ملاحظة                 |
| --------------- | --------------------------------- | ------------------------------- | ---------------------- |
| 2004            | فانيتى فير                        | راودي كراولي                    | مشاهده في نسخ دي في دي |
| 2004            | خاتم نيبلونغس                     | جيسيلر                          | فيلم تلفزيوني          |
| 2005            | هاري بوتر وكأس النار              | سيدريك ديجوري                   | فيلم سينمائي           |
| 2006            | The Haunted Airman                | توبي جووك                       | فيلم تلفزيوني          |
| 2007            | مفكرة الأم السيئة                 | جانيل جيل                       | فيلم تلفزيوني          |
| 2007            | هاري بوتر وجماعة العنقاء          | سيدريك ديجوري                   | فلاش باك فقط           |
| 2008            | البيت الصيفي                      | ريتشارد                         | فيلم قصير              |
| 2008            | كيف يكون                          | آرت                             | فيلم كوميدي قصير       |
| 2008            | القليل من الرماد                  | سلفادور دالى                    | دور رئيسي              |
| 2008            | الشفق                             | إدورد كولن                      | دور البطولة            |
| 2009            | ملحمة الشفق: قمر جديد             | إدورد كولن                      | دور البطولة            |
| 2010            | ملحمة الشفق: خسوف                 | إدورد كولن                      | دور البطولة            |
| 2010            | تذكرني                            | تايلر                           | دور البطولة            |
| 2011            | Bel Ami                           | جورج                            | بطولة                  |
| 2011            | ملحمة الشفق: بزوغ الفجر - الجزء 1 | إدورد كولن                      | بطولة                  |
| 2011            | ماء للفيلة                        | جيكوب جانكوويسكي                | بطولة                  |
| 2012            | المدينة العالمية                  | اريك باكر                       |                        |
| 2012            | ملحمة الشفق: بزوغ الفجر - الجزء 2 | إدوارد كولن                     | بطولة                  |
| 2014            | القرصان                           | رينولدز                         |                        |
| 2014            | خرائط النجوم                      | جيروم فونتانا                   |                        |
| 2015            | ملكة الصحراء                      | توماس إدوارد لورنس              |                        |
| 2015            | الحياة                            | دنيس ستوك                       |                        |
| 2016            | طفولة القائد                      | تشارلز ماركر / بريسكوت للبالغين |                        |
| 2016            | المدينة المفقودة زد               | هنري كوستين                     |                        |
| 2017            | الوقت المناسب                     | قسطنطين "كوني" نيكاس            |                        |
| 2018            | حياة في الفضاء                    | مونتي                           |                        |
| 2019            | المنارة                           | افرايم وينسلو / توماس هوارد     |                        |
| 2019            | الملك                             | لويس، دوق غويان                 |                        |
| 2019            | في انتظار البرابرة                | الضابط ماندل                    |                        |
| 2020            | عقيدة                             | نيل                             |                        |
| شيطان أبد الدهر | برستون تيغاردين                   |                                 |                        |
| 2022            | ذا باتمان                         | باتمان ، بروس واين              | بطولة                  |
| 2023            | كيف تعيش؟                         | الطائر                          | تمثيل صوتي             |
| 2025            | ميكي 17                           | ميكي                            | بطولة                  |

## مواقع خارجية
- روبرت باتينسون على موقع IMDb (الإنجليزية)
- روبرت باتينسون على موقع ميتاكريتيك (الإنجليزية)
- روبرت باتينسون على موقع روتن توميتوز (الإنجليزية)
- روبرت باتينسون على موقع مونزينجر (الألمانية)
- روبرت باتينسون على موقع ألو سيني (الفرنسية)
- روبرت باتينسون على موقع ميوزك برينز (الإنجليزية)
- روبرت باتينسون على موقع تيرنر كلاسيك موفيز (الإنجليزية)
- روبرت باتينسون على موقع أول موفي (الإنجليزية)
- روبرت باتينسون على موقع بوكس أوفيس موجو (الإنجليزية)
- روبرت باتينسون على موقع قاعدة بيانات الأفلام السويدية (السويدية)